# Cmentarz wojenny nr 228 – Przeczyca
Cmentarz wojenny nr 228 w Przeczycy – cmentarz z I wojny światowej, znajdujący się w województwie podkarpackim, w powiecie dębickim, w gminie Brzostek, w Przeczycy.
Zaprojektowany przez Gustava Rossmanna, znajduje się w obrębie cmentarza parafialnego. Otoczony jest ogrodzeniem z kamiennych słupków i elementów żeliwnych. Znajduje się na nim jeden grób masowy oraz 39 pojedynczych, w których pochowano 49 żołnierzy austro-węgierskich i rosyjskich, spośród których 17 zidentyfikowano. Na tablicy inskrypcyjnej wyryto napis (tłum.):
„Dla chwały ojczyzny przez śmierć przeprowadzeni

Spłonęła ciasna łupina nędznego życia

Jednakowo zaczarowani

We wzniesionym Graalu”.